# Paulo Cezar (cantor)
Paulo Cezar da Silva, ou simplesmente Paulo Cezar (Rio de Janeiro, 15 de fevereiro de 1950) é um cantor, compositor, produtor musical, multi-instrumentista e arranjador brasileiro, mais conhecido por ser o vocalista e principal compositor do Grupo Logos. Durante a década de 70, fez parte do Grupo Elo.
Paulo Cezar iniciou sua carreira musical durante os anos 70, quando, em 1976 gravou o disco Calmo, Sereno, Tranquilo com o músico Jairo Trench Gonçalves. A partir da obra ambos, juntamente com outros músicos, fundaram o Grupo Elo, que obteve notoriedade em todo o país.
Com a morte de Jairo em 1981, Paulo Cézar fundou o Grupo Logos no mesmo ano. Como vocalista e principal compositor, escreveu várias canções de notoriedade de ambas as bandas, como "Autor da Minha Fé", "Portas Abertas" e "Situações". Também pastor e produtor musical de todos os discos, suas canções foram regravadas por vários músicos notórios, como Carlinhos Felix e Alex Gonzaga.

## Discografia
Álbuns de estúdio
- 1976: Calmo, Sereno, Tranquilo (com Jayrinho)

Álbuns com o Grupo Elo
Álbuns com o Grupo Logos